# Interlands Boliviaans voetbalelftal 2000-2009
Deze pagina toont een chronologisch en gedetailleerd overzicht van de interlands die het Boliviaans voetbalelftal speelde in de periode 2000 – 2009.

## Interlands

### 2000
|                                                    | |       |                                      |                                                                                       |
| 5 maart Vriendschappelijk № 288 «onderlinge duels» | Bolivia | 9 – 2 | Haïti                                | Estadio Hernando Siles, La Paz Toeschouwers: 18.620 Scheidsrechter: René Ortubé (BOL) |
| 5 maart Vriendschappelijk № 288 «onderlinge duels» | Róger Suárez 2' Róger Suárez 7' Julio César Baldivieso 39' Róger Suárez 42' Joaquín Botero 64' Marcelo Carvallo 68' Joaquín Botero 70' Róger Suárez 73' Joaquín Botero 87' |       | 60' Carlo Marcelin 72' Frantz Gilles | Estadio Hernando Siles, La Paz Toeschouwers: 18.620 Scheidsrechter: René Ortubé (BOL) |

|                                                     |           |       |         |                                                                                                 |
| 16 maart Vriendschappelijk № 289 «onderlinge duels» | Venezuela | 0 – 0 | Bolivia | Estadio José Pachencho Romero, Maracaibo Toeschouwers: 8.000 Scheidsrechter: Jorge Manzur (VEN) |
| 16 maart Vriendschappelijk № 289 «onderlinge duels» |           |       |         | Estadio José Pachencho Romero, Maracaibo Toeschouwers: 8.000 Scheidsrechter: Jorge Manzur (VEN) |

|                                                   |                          |       |         |                                                                                           |
| 29 maart WK-kwalificatie № 290 «onderlinge duels» | Uruguay                  | 1 – 0 | Bolivia | Estadio Centenario, Montevideo Toeschouwers: 49.811 Scheidsrechter: Antônio Pereira (BRA) |
| 29 maart WK-kwalificatie № 290 «onderlinge duels» | Pablo Gabriel García 26' |       |         | Estadio Centenario, Montevideo Toeschouwers: 49.811 Scheidsrechter: Antônio Pereira (BRA) |

|                                                   |                   |       |                    |                                                                                      |
| 26 april WK-kwalificatie № 291 «onderlinge duels» | Bolivia           | 1 – 1 | Colombia           | Estadio Hernando Siles, La Paz Toeschouwers: 46.000 Scheidsrechter: José Arana (PER) |
| 26 april WK-kwalificatie № 291 «onderlinge duels» | Erwin Sánchez 17' |       | 39' Jairo Castillo | Estadio Hernando Siles, La Paz Toeschouwers: 46.000 Scheidsrechter: José Arana (PER) |

|                                                 |                   |       |         |                                                                                            |
| 4 juni WK-kwalificatie № 292 «onderlinge duels» | Argentinië        | 1 – 0 | Bolivia | Estadio Monumental, Buenos Aires Toeschouwers: 50.669 Scheidsrechter: Marcio Rezende (BRA) |
| 4 juni WK-kwalificatie № 292 «onderlinge duels» | Gustavo López 82' |       |         | Estadio Monumental, Buenos Aires Toeschouwers: 50.669 Scheidsrechter: Marcio Rezende (BRA) |

|                                            |         |                                      |           |                                                                              |
| 14 juni Kirin Cup № 293 «onderlinge duels» | Bolivia | 0 – 2                                | Slowakije | Tosu Stadium, Tosu Toeschouwers: 8.037 Scheidsrechter: Masayoshi Okada (JPN) |
| 14 juni Kirin Cup № 293 «onderlinge duels» |         | 2' Roman Kratochvíl 45' Martin Fabuš |           | Tosu Stadium, Tosu Toeschouwers: 8.037 Scheidsrechter: Masayoshi Okada (JPN) |

|                                            |                                               |       |         |                                                                                |
| 18 juni Kirin Cup № 294 «onderlinge duels» | Japan                                         | 2 – 0 | Bolivia | Nissan Stadion, Yokohama Toeschouwers: 65.073 Scheidsrechter: Sun Baojie (CHN) |
| 18 juni Kirin Cup № 294 «onderlinge duels» | Atsushi Yanagisawa 73' Atsushi Yanagisawa 34' |       |         | Nissan Stadion, Yokohama Toeschouwers: 65.073 Scheidsrechter: Sun Baojie (CHN) |

|                                                            |                                                                                          |       |                                             |                                                                                                |
| 28 juni WK-kwalificatie № 295 «onderlinge duels» 19:00 uur | Venezuela                                                                                | 4 – 2 | Bolivia                                     | Estadio Polideportivo, San Cristóbal Toeschouwers: 20.000 Scheidsrechter: Roger Zambrano (ECU) |
| 28 juni WK-kwalificatie № 295 «onderlinge duels» 19:00 uur | Miguel Mea Vitali 24' Ruberth Morán 38' Giovanni Savarese 61' Edson Tortolero 68' (pen.) |       | 49' Jaime Moreno 58' Julio César Baldivieso | Estadio Polideportivo, San Cristóbal Toeschouwers: 20.000 Scheidsrechter: Roger Zambrano (ECU) |

|                                                  |                  |       |       |                                                                                            |
| 19 juli WK-kwalificatie № 296 «onderlinge duels» | Bolivia          | 1 – 0 | Chili | Estadio Hernando Siles, La Paz Toeschouwers: 35.412 Scheidsrechter: John Toro Rendón (COL) |
| 19 juli WK-kwalificatie № 296 «onderlinge duels» | Roger Suárez 84' |       |       | Estadio Hernando Siles, La Paz Toeschouwers: 35.412 Scheidsrechter: John Toro Rendón (COL) |

|                                                  |         |       |          |                                                                                           |
| 27 juli WK-kwalificatie № 297 «onderlinge duels» | Bolivia | 0 – 0 | Paraguay | Estadio Hernando Siles, La Paz Toeschouwers: 39.142 Scheidsrechter: Luciano Almeida (BRA) |
| 27 juli WK-kwalificatie № 297 «onderlinge duels» |         |       |          | Estadio Hernando Siles, La Paz Toeschouwers: 39.142 Scheidsrechter: Luciano Almeida (BRA) |

|                                                                |                                         |       |         | |
| 16 augustus WK-kwalificatie № 298 «onderlinge duels» 16:00 uur | Ecuador                                 | 2 – 0 | Bolivia | Estadio de Liga Deportiva Universitaria, Quito Toeschouwers: 25.000 Scheidsrechter: Luis Solórzano (VEN) |
| 16 augustus WK-kwalificatie № 298 «onderlinge duels» 16:00 uur | Agustín Delgado 17' Agustín Delgado 59' |       |         | Estadio de Liga Deportiva Universitaria, Quito Toeschouwers: 25.000 Scheidsrechter: Luis Solórzano (VEN) |

|                                                                |                                                                                       |       |         |                                                                                               |
| 3 september WK-kwalificatie № 299 «onderlinge duels» 17:00 uur | Brazilië                                                                              | 5 – 0 | Bolivia | Estádio do Maracanã, Rio de Janeiro Toeschouwers: 55.000 Scheidsrechter: Guido Alvarado (CHI) |
| 3 september WK-kwalificatie № 299 «onderlinge duels» 17:00 uur | Romário 11' (pen.) Rivaldo 46' Marco Antonio Sandy 88' (e.d.) Romário 77' Romário 80' |       |         | Estádio do Maracanã, Rio de Janeiro Toeschouwers: 55.000 Scheidsrechter: Guido Alvarado (CHI) |

|                                                         |         |                 |        |                                                                                         |
| 27 september Vriendschappelijk № 300 «onderlinge duels» | Bolivia | 0 – 1           | Mexico | Spartan Stadium, San Jose Toeschouwers: 30.154 Scheidsrechter: Ricardo Valenzuela (USA) |
| 27 september Vriendschappelijk № 300 «onderlinge duels» |         | 75' Víctor Ruíz |        | Spartan Stadium, San Jose Toeschouwers: 30.154 Scheidsrechter: Ricardo Valenzuela (USA) |

|                                                              |                 |       |      |                                                                                       |
| 8 oktober WK-kwalificatie № 301 «onderlinge duels» 16:00 uur | Bolivia         | 1 – 0 | Peru | Estadio Hernando Siles, La Paz Toeschouwers: 21.791 Scheidsrechter: José Carpio (ECU) |
| 8 oktober WK-kwalificatie № 301 «onderlinge duels» 16:00 uur | Roger Suárez 5' |       |      | Estadio Hernando Siles, La Paz Toeschouwers: 21.791 Scheidsrechter: José Carpio (ECU) |

|                                                      |         |       |         |                                                                                            |
| 15 november WK-kwalificatie № 302 «onderlinge duels» | Bolivia | 0 – 0 | Uruguay | Estadio Hernando Siles, La Paz Toeschouwers: 29.112 Scheidsrechter: Horacio Elizondo (ARG) |
| 15 november WK-kwalificatie № 302 «onderlinge duels» |         |       |         | Estadio Hernando Siles, La Paz Toeschouwers: 29.112 Scheidsrechter: Horacio Elizondo (ARG) |

### 2001
|                                                       |                                                     |       |         |                                                                          |
| 26 januari Vriendschappelijk № 303 «onderlinge duels» | Jamaica                                             | 3 – 0 | Bolivia | Orange Bowl, Miami Toeschouwers: 9.000 Scheidsrechter: Kevin Terry (USA) |
| 26 januari Vriendschappelijk № 303 «onderlinge duels» | Onandi Lowe 31' Deon Burton 59' Andrew Williams 75' |       |         | Orange Bowl, Miami Toeschouwers: 9.000 Scheidsrechter: Kevin Terry (USA) |

|                                                   |                                                  |       |         |                                                                                      |
| 27 maart WK-kwalificatie № 304 «onderlinge duels» | Colombia                                         | 2 – 0 | Bolivia | Estadio El Campín, Bogotá Toeschouwers: 29.998 Scheidsrechter: Wilson Mendonça (BRA) |
| 27 maart WK-kwalificatie № 304 «onderlinge duels» | Juan Pablo Ángel 52' Juan Pablo Ángel 73' (pen.) |       |         | Estadio El Campín, Bogotá Toeschouwers: 29.998 Scheidsrechter: Wilson Mendonça (BRA) |

|                                                             |                                                   |       |                                                          |                                                                                      |
| 25 april WK-kwalificatie № 305 «onderlinge duels» 19:00 uur | Bolivia                                           | 3 – 3 | Argentinië                                               | Estadio Hernando Siles, La Paz Toeschouwers: 35.000 Scheidsrechter: Óscar Ruiz (COL) |
| 25 april WK-kwalificatie № 305 «onderlinge duels» 19:00 uur | Líder Paz 39' Percy Colque 54' Joaquín Botero 81' |       | 44' Hernán Crespo 87' Hernán Crespo 90' Juan Pablo Sorín | Estadio Hernando Siles, La Paz Toeschouwers: 35.000 Scheidsrechter: Óscar Ruiz (COL) |

|                                                           | |       |           |                                                                                       |
| 3 juni WK-kwalificatie № 306 «onderlinge duels» 16:00 uur | Bolivia | 5 – 0 | Venezuela | Estadio Hernando Siles, La Paz Toeschouwers: 25.000 Scheidsrechter: José Carpio (ECU) |
| 3 juni WK-kwalificatie № 306 «onderlinge duels» 16:00 uur | Julio César Baldivieso 32' Joaquín Botero 35' Raúl Justiniano 38' Joaquín Botero 50' Julio César Baldivieso 68' |       |           | Estadio Hernando Siles, La Paz Toeschouwers: 25.000 Scheidsrechter: José Carpio (ECU) |

| Copa América |
| ------------ |

|                                                                 |         |                      |         |                                                                                                 |
| 13 juli Copa América Groep C № 307 «onderlinge duels» 18:00 uur | Bolivia | 0 – 1                | Uruguay | Estadio Atanasio Girardot, Medellín Toeschouwers: 20.027 Scheidsrechter: Mauricio Navarro (CAN) |
| 13 juli Copa América Groep C № 307 «onderlinge duels» 18:00 uur |         | 60' Javier Chevantón |         | Estadio Atanasio Girardot, Medellín Toeschouwers: 20.027 Scheidsrechter: Mauricio Navarro (CAN) |

|                                                                 |                                     |       |         |                                                                                                 |
| 16 juli Copa América Groep C № 308 «onderlinge duels» 20:15 uur | Honduras                            | 2 – 0 | Bolivia | Estadio Atanasio Girardot, Medellín Toeschouwers: 25.000 Scheidsrechter: John Toro Rendón (COL) |
| 16 juli Copa América Groep C № 308 «onderlinge duels» 20:15 uur | Amado Guevara 53' Amado Guevara 68' |       |         | Estadio Atanasio Girardot, Medellín Toeschouwers: 25.000 Scheidsrechter: John Toro Rendón (COL) |

|                                                                 |         |                                                                            |            |                                                                                               |
| 19 juli Copa América Groep C № 309 «onderlinge duels» 18:00 uur | Bolivia | 0 – 4                                                                      | Costa Rica | Estadio Atanasio Girardot, Medellín Toeschouwers: 25.000 Scheidsrechter: Luis Solórzano (VEN) |
| 19 juli Copa América Groep C № 309 «onderlinge duels» 18:00 uur |         | 45' Paulo Wanchope 63' Steven Bryce 71' Paulo Wanchope 84' Rolando Fonseca |            | Estadio Atanasio Girardot, Medellín Toeschouwers: 25.000 Scheidsrechter: Luis Solórzano (VEN) |

|  |  |  |  |  |  |  |  |  |

|                                                      |                                            |       |                                                      |                                                                                      |
| 14 augustus WK-kwalificatie № 310 «onderlinge duels» | Chili                                      | 2 – 2 | Bolivia                                              | Estadio Nacional, Santiago Toeschouwers: 36.409 Scheidsrechter: Daniel Giménez (ARG) |
| 14 augustus WK-kwalificatie № 310 «onderlinge duels» | Marcelo Salas 35' (pen.) Marcelo Salas 75' |       | 19' (pen.) Julio César Baldivieso 71' Milton Coimbra | Estadio Nacional, Santiago Toeschouwers: 36.409 Scheidsrechter: Daniel Giménez (ARG) |

|                                                                |                                                                                                   |       |               |                                                                                                  |
| 5 september WK-kwalificatie № 311 «onderlinge duels» 19:00 uur | Paraguay                                                                                          | 5 – 1 | Bolivia       | Estadio Defensores del Chaco, Asunción Toeschouwers: 25.000 Scheidsrechter: Luis Solórzano (VEN) |
| 5 september WK-kwalificatie № 311 «onderlinge duels» 19:00 uur | Carlos Paredes 33' José Cardozo 45' José Luis Chilavert 50' Roque Santa Cruz 69' José Cardozo 89' |       | 15' Líder Paz | Estadio Defensores del Chaco, Asunción Toeschouwers: 25.000 Scheidsrechter: Luis Solórzano (VEN) |

|                                                    |                     |       |                                                                                                |                                                                                        |
| 6 oktober WK-kwalificatie № 312 «onderlinge duels» | Bolivia             | 1 – 5 | Ecuador                                                                                        | Estadio Hernando Siles, La Paz Toeschouwers: 8.000 Scheidsrechter: Ángel Sánchez (ARG) |
| 6 oktober WK-kwalificatie № 312 «onderlinge duels» | Gonzalo Galindo 60' |       | 12' Ulises de la Cruz 22' Agustín Delgado 57' Iván Kaviedes 89' Ángel Fernández 90' Luis Gómez | Estadio Hernando Siles, La Paz Toeschouwers: 8.000 Scheidsrechter: Ángel Sánchez (ARG) |

|                                                               |                                                                     |       |             |                                                                                          |
| 7 november WK-kwalificatie № 313 «onderlinge duels» 20:00 uur | Bolivia                                                             | 3 – 1 | Brazilië    | Estadio Hernando Siles, La Paz Toeschouwers: 32.574 Scheidsrechter: Luis Solórzano (VEN) |
| 7 november WK-kwalificatie № 313 «onderlinge duels» 20:00 uur | Líder Paz 42' Julio César Baldivieso 70' Julio César Baldivieso 89' |       | 26' Edílson | Estadio Hernando Siles, La Paz Toeschouwers: 32.574 Scheidsrechter: Luis Solórzano (VEN) |

|                                                                |               |       |                           |                                                                                        |
| 14 november WK-kwalificatie № 314 «onderlinge duels» 20:30 uur | Peru          | 1 – 1 | Bolivia                   | Estadio Monumental "U", Lima Toeschouwers: 2.374 Scheidsrechter: Héctor Baldassi (ARG) |
| 14 november WK-kwalificatie № 314 «onderlinge duels» 20:30 uur | Piero Alva 8' |       | 87' José Alfredo Castillo | Estadio Monumental "U", Lima Toeschouwers: 2.374 Scheidsrechter: Héctor Baldassi (ARG) |

### 2002
|                                                       | |       |         |                                                                                           |
| 31 januari Vriendschappelijk № 315 «onderlinge duels» | Brazilië                                                                                            | 6 – 0 | Bolivia | Estádio Serra Dourada, Goiânia Toeschouwers: 45.000 Scheidsrechter: Antônio Pereira (BRA) |
| 31 januari Vriendschappelijk № 315 «onderlinge duels» | Cris 43' Gilberto Silva 46' Gilberto Silva 54' José Kléberson 62' Washington 71' Ânderson Polga 81' |       |         | Estádio Serra Dourada, Goiânia Toeschouwers: 45.000 Scheidsrechter: Antônio Pereira (BRA) |

|                                                        |                                          |       |                                        | |
| 13 februari Vriendschappelijk № 316 «onderlinge duels» | Paraguay                                 | 2 – 2 | Bolivia                                | Estadio Antonio Oddone Sarubbi, Ciudad del Este Toeschouwers: 22.000 Scheidsrechter: Ubaldo Aquino (PAR) |
| 13 februari Vriendschappelijk № 316 «onderlinge duels» | José Cardozo 3' Estanislao Struway 90+2' |       | 44' Percy Colque 45' Augusto Andaveris | Estadio Antonio Oddone Sarubbi, Ciudad del Este Toeschouwers: 22.000 Scheidsrechter: Ubaldo Aquino (PAR) |

|                                                     |                                       |       |                    |                                                                                    |
| 27 maart Vriendschappelijk № 317 «onderlinge duels» | Senegal                               | 2 – 1 | Bolivia            | Stade Leopold Senghor, Dakar Toeschouwers: 50.000 Scheidsrechter: Modou Sowe (GAM) |
| 27 maart Vriendschappelijk № 317 «onderlinge duels» | Papa Bouba Diop 44' Mamadou Niang 64' |       | 48' Diego Bengolea | Stade Leopold Senghor, Dakar Toeschouwers: 50.000 Scheidsrechter: Modou Sowe (GAM) |

|                                                   |                             |       |         |                                                                                            |
| 16 mei Vriendschappelijk № 318 «onderlinge duels» | Mexico                      | 1 – 0 | Bolivia | Stanford Stadium, San Francisco Toeschouwers: 37.127 Scheidsrechter: Michael Kennedy (USA) |
| 16 mei Vriendschappelijk № 318 «onderlinge duels» | Juan Francisco Palencia 47' |       |         | Stanford Stadium, San Francisco Toeschouwers: 37.127 Scheidsrechter: Michael Kennedy (USA) |

|                                                        |                                        |       |         |                                                                                    |
| 21 augustus Vriendschappelijk № 319 «onderlinge duels» | Venezuela                              | 2 – 0 | Bolivia | Estadio Olímpico, Caracas Toeschouwers: 25.000 Scheidsrechter: Edison Ibarra (VEN) |
| 21 augustus Vriendschappelijk № 319 «onderlinge duels» | Daniel Noriega 17' Héctor González 20' |       |         | Estadio Olímpico, Caracas Toeschouwers: 25.000 Scheidsrechter: Edison Ibarra (VEN) |

### 2003
|                                                     |                                  |       |         |                                                                              |
| 19 maart Vriendschappelijk № 320 «onderlinge duels» | Mexico                           | 2 – 0 | Bolivia | Texas Stadium, Irving Toeschouwers: 22.000 Scheidsrechter: Kevin Terry (USA) |
| 19 maart Vriendschappelijk № 320 «onderlinge duels» | Pavel Pardo 27' Jesús Olalde 72' |       |         | Texas Stadium, Irving Toeschouwers: 22.000 Scheidsrechter: Kevin Terry (USA) |

|                                                    |                                                                           |       |         |                                                                                  |
| 10 juni Vriendschappelijk № 321 «onderlinge duels» | Portugal                                                                  | 4 – 0 | Bolivia | Estádio Nacional, Lissabon Toeschouwers: 10.000 Scheidsrechter: Asaf Kenam (ISR) |
| 10 juni Vriendschappelijk № 321 «onderlinge duels» | Jorge Andrade 8' Fernando Couto 14' Hélder Postiga 41' Hélder Postiga 48' |       |         | Estádio Nacional, Lissabon Toeschouwers: 10.000 Scheidsrechter: Asaf Kenam (ISR) |

|                                                        |                                                             |       |        |                                                                                      |
| 31 augustus Vriendschappelijk № 322 «onderlinge duels» | Bolivia                                                     | 3 – 0 | Panama | Estadio Hernando Siles, La Paz Toeschouwers: 8.048 Scheidsrechter: René Ortubé (BOL) |
| 31 augustus Vriendschappelijk № 322 «onderlinge duels» | Limberg Méndez 21' Álvaro Ricaldi 52' Limberg Gutiérrez 84' |       |        | Estadio Hernando Siles, La Paz Toeschouwers: 8.048 Scheidsrechter: René Ortubé (BOL) |

|                                                      |                                                                                                |       |         |                                                                                            |
| 7 september WK-kwalificatie № 323 «onderlinge duels» | Uruguay                                                                                        | 5 – 0 | Bolivia | Estadio Centenario, Montevideo Toeschouwers: 39.253 Scheidsrechter: Gilberto Hidalgo (PER) |
| 7 september WK-kwalificatie № 323 «onderlinge duels» | Diego Forlán 17' Javier Chevantón 40' Javier Chevantón 60' Nelson Abeijón 82' Carlos Bueno 87' |       |         | Estadio Centenario, Montevideo Toeschouwers: 39.253 Scheidsrechter: Gilberto Hidalgo (PER) |

|                                                                 |                                                                                            |       |          |                                                                                                   |
| 10 september WK-kwalificatie № 324 «onderlinge duels» 16:00 uur | Bolivia                                                                                    | 4 – 0 | Colombia | Estadio Hernando Siles, La Paz Toeschouwers: 23.200 Scheidsrechter: Paulo César de Oliveira (BRA) |
| 10 september WK-kwalificatie № 324 «onderlinge duels» 16:00 uur | Julio César Baldivieso 11' (pen.) Joaquín Botero 27' Joaquín Botero 49' Joaquín Botero 59' |       |          | Estadio Hernando Siles, La Paz Toeschouwers: 23.200 Scheidsrechter: Paulo César de Oliveira (BRA) |

|                                                       |                      |       |          |                                                                                         |
| 11 oktober Vriendschappelijk № 325 «onderlinge duels» | Bolivia              | 1 – 0 | Honduras | RFK Stadium, Washington D.C. Toeschouwers: 20.000 Scheidsrechter: Michael Kennedy (USA) |
| 11 oktober Vriendschappelijk № 325 «onderlinge duels» | Juan Manuel Peña 89' |       |          | RFK Stadium, Washington D.C. Toeschouwers: 20.000 Scheidsrechter: Michael Kennedy (USA) |

|                                                      |                                                           |       |         |                                                                                              |
| 15 november WK-kwalificatie № 326 «onderlinge duels» | Argentinië                                                | 3 – 0 | Bolivia | Estadio Monumental, Buenos Aires Toeschouwers: 30.042 Scheidsrechter: Gilberto Hidalgo (PER) |
| 15 november WK-kwalificatie № 326 «onderlinge duels» | Andrés D'Alessandro 56' Hernán Crespo 61' Pablo Aimar 63' |       |         | Estadio Monumental, Buenos Aires Toeschouwers: 30.042 Scheidsrechter: Gilberto Hidalgo (PER) |

|                                                      |                                       |       |                    |                                                                                            |
| 18 november WK-kwalificatie № 327 «onderlinge duels» | Venezuela                             | 2 – 1 | Bolivia            | Estadio José Romero, Maracaibo Toeschouwers: 30.000 Scheidsrechter: Mauricio Reinoso (ECU) |
| 18 november WK-kwalificatie № 327 «onderlinge duels» | José Manuel Rey 90' Juan Arango 90+2' |       | 60' Joaquín Botero | Estadio José Romero, Maracaibo Toeschouwers: 30.000 Scheidsrechter: Mauricio Reinoso (ECU) |

### 2004
|                                                   |         |                                         |       |                                                                                          |
| 30 maart WK-kwalificatie № 328 «onderlinge duels» | Bolivia | 0 – 2                                   | Chili | Estadio Hernando Siles, La Paz Toeschouwers: 40.000 Scheidsrechter: Claudio Martín (ARG) |
| 30 maart WK-kwalificatie № 328 «onderlinge duels» |         | 38' Moisés Villarroel 59' Mark González |       | Estadio Hernando Siles, La Paz Toeschouwers: 40.000 Scheidsrechter: Claudio Martín (ARG) |

|                                                 |                                    |       |                  |                                                                                          |
| 1 juni WK-kwalificatie № 329 «onderlinge duels» | Bolivia                            | 2 – 1 | Paraguay         | Estadio Hernando Siles, La Paz Toeschouwers: 23.013 Scheidsrechter: Márcio Rezende (BRA) |
| 1 juni WK-kwalificatie № 329 «onderlinge duels» | Luis Cristaldo 8' Roger Suárez 72' |       | 33' José Cardozo | Estadio Hernando Siles, La Paz Toeschouwers: 23.013 Scheidsrechter: Márcio Rezende (BRA) |

|                                                           |                                                                   |       |                                                 |                                                                                            |
| 5 juni WK-kwalificatie № 330 «onderlinge duels» 16:00 uur | Ecuador                                                           | 3 – 2 | Bolivia                                         | Estadio Olímpico Atahualpa, Quito Toeschouwers: 30.020 Scheidsrechter: Gustavo Brand (VEN) |
| 5 juni WK-kwalificatie № 330 «onderlinge duels» 16:00 uur | Herman Soliz 27' (e.d.) Agustín Delgado 32' Ulises de la Cruz 38' |       | 57' Limberg Gutiérrez 74' José Alfredo Castillo | Estadio Olímpico Atahualpa, Quito Toeschouwers: 30.020 Scheidsrechter: Gustavo Brand (VEN) |

| Copa América |
| ------------ |

|                                                      |                                                 |       |                                       |                                                                                   |
| 6 juli Copa América Groep A № 331 «onderlinge duels» | Peru                                            | 2 – 2 | Bolivia                               | Estadio Nacional, Lima Toeschouwers: 45.000 Scheidsrechter: Héctor Baldassi (ARG) |
| 6 juli Copa América Groep A № 331 «onderlinge duels» | Claudio Pizarro 67' (pen.) Roberto Palacios 86' |       | 35' Joaquín Botero 57' Lorgio Álvarez | Estadio Nacional, Lima Toeschouwers: 45.000 Scheidsrechter: Héctor Baldassi (ARG) |

|                                                      |                  |       |         |                                                                               |
| 9 juli Copa América Groep A № 332 «onderlinge duels» | Colombia         | 1 – 0 | Bolivia | Estadio Nacional, Lima Toeschouwers: 35.000 Scheidsrechter: Pedro Ramos (ECU) |
| 9 juli Copa América Groep A № 332 «onderlinge duels» | Edixon Perea 90' |       |         | Estadio Nacional, Lima Toeschouwers: 35.000 Scheidsrechter: Pedro Ramos (ECU) |

|                                                       |                   |       |                     |                                                                                       |
| 12 juli Copa América Groep A № 333 «onderlinge duels» | Venezuela         | 1 – 1 | Bolivia             | Estadio Mansiche, Trujillo Toeschouwers: 25.000 Scheidsrechter: Marco Rodríguez (MEX) |
| 12 juli Copa América Groep A № 333 «onderlinge duels» | Ruberth Morán 27' |       | 33' Gonzalo Galindo | Estadio Mansiche, Trujillo Toeschouwers: 25.000 Scheidsrechter: Marco Rodríguez (MEX) |

|  |  |  |  |  |  |  |  |  |

|                                                      |                                              |       |                    |                                                                                          |
| 5 september WK-kwalificatie № 334 «onderlinge duels» | Brazilië                                     | 3 – 1 | Bolivia            | Estádio do Morumbi, São Paulo Toeschouwers: 60.000 Scheidsrechter: Héctor Baldassi (ARG) |
| 5 september WK-kwalificatie № 334 «onderlinge duels» | Ronaldo 1' Ronaldinho 12' (pen.) Adriano 44' |       | 48' Luis Cristaldo | Estádio do Morumbi, São Paulo Toeschouwers: 60.000 Scheidsrechter: Héctor Baldassi (ARG) |

|                                                    |                    |       |      |                                                                                            |
| 9 oktober WK-kwalificatie № 335 «onderlinge duels» | Bolivia            | 1 – 0 | Peru | Estadio Hernando Siles, La Paz Toeschouwers: 23.729 Scheidsrechter: Mauricio Reinoso (ECU) |
| 9 oktober WK-kwalificatie № 335 «onderlinge duels» | Joaquín Botero 56' |       |      | Estadio Hernando Siles, La Paz Toeschouwers: 23.729 Scheidsrechter: Mauricio Reinoso (ECU) |

|                                                               |         |       |         |                                                                                          |
| 12 oktober WK-kwalificatie № 336 «onderlinge duels» 21:00 uur | Bolivia | 0 – 0 | Uruguay | Estadio Hernando Siles, La Paz Toeschouwers: 27.574 Scheidsrechter: Márcio Rezende (BRA) |
| 12 oktober WK-kwalificatie № 336 «onderlinge duels» 21:00 uur |         |       |         | Estadio Hernando Siles, La Paz Toeschouwers: 27.574 Scheidsrechter: Márcio Rezende (BRA) |

|                                                        |                 |       |         |                                                                                   |
| 13 november Vriendschappelijk № 337 «onderlinge duels» | Guatemala       | 1 – 0 | Bolivia | RFK Stadium, Washington D.C. Toeschouwers: 18.000 Scheidsrechter: Alex Prus (USA) |
| 13 november Vriendschappelijk № 337 «onderlinge duels» | Carlos Ruiz 21' |       |         | RFK Stadium, Washington D.C. Toeschouwers: 18.000 Scheidsrechter: Alex Prus (USA) |

|                                                                |                 |       |         |                                                                                              |
| 17 november WK-kwalificatie № 338 «onderlinge duels» 18:00 uur | Colombia        | 1 – 0 | Bolivia | Estadio Metropolitano, Barranquilla Toeschouwers: 25.000 Scheidsrechter: Carlos Torres (PAR) |
| 17 november WK-kwalificatie № 338 «onderlinge duels» 18:00 uur | Mario Yepes 18' |       |         | Estadio Metropolitano, Barranquilla Toeschouwers: 25.000 Scheidsrechter: Carlos Torres (PAR) |

### 2005
|                                                   |                           |       |                                           |                                                                                           |
| 26 maart WK-kwalificatie № 339 «onderlinge duels» | Bolivia                   | 1 – 2 | Argentinië                                | Estadio Hernando Siles, La Paz Toeschouwers: 25.000 Scheidsrechter: Jorge Larrionda (URU) |
| 26 maart WK-kwalificatie № 339 «onderlinge duels» | José Alfredo Castillo 49' |       | 57' Luciano Figueroa 63' Luciano Galletti | Estadio Hernando Siles, La Paz Toeschouwers: 25.000 Scheidsrechter: Jorge Larrionda (URU) |

|                                                   |                                                                         |       |                         |                                                                                        |
| 29 maart WK-kwalificatie № 340 «onderlinge duels» | Bolivia                                                                 | 3 – 1 | Venezuela               | Estadio Hernando Siles, La Paz Toeschouwers: 7.908 Scheidsrechter: Eduardo Lecca (PER) |
| 29 maart WK-kwalificatie № 340 «onderlinge duels» | Alejandro Cichero 2' (e.d.) José Alfredo Castillo 25' Joselito Vaca 84' |       | 71' Giancarlo Maldonado | Estadio Hernando Siles, La Paz Toeschouwers: 7.908 Scheidsrechter: Eduardo Lecca (PER) |

|                                                 |                                                    |       |                                  |                                                                                      |
| 4 juni WK-kwalificatie № 341 «onderlinge duels» | Chili                                              | 3 – 1 | Bolivia                          | Estadio Nacional, Santiago Toeschouwers: 46.729 Scheidsrechter: Márcio Rezende (BRA) |
| 4 juni WK-kwalificatie № 341 «onderlinge duels» | Luis Fuentes 8' Luis Fuentes 34' Marcelo Salas 66' |       | 83' (pen.) José Alfredo Castillo | Estadio Nacional, Santiago Toeschouwers: 46.729 Scheidsrechter: Márcio Rezende (BRA) |

|                                                 |                                                                                         |       |                     |                                                                                                |
| 8 juni WK-kwalificatie № 342 «onderlinge duels» | Paraguay                                                                                | 4 – 1 | Bolivia             | Estadio Defensores del Chaco, Asunción Toeschouwers: 5.534 Scheidsrechter: Gustavo Brand (VEN) |
| 8 juni WK-kwalificatie № 342 «onderlinge duels» | Carlos Gamarra 17' Roque Santa Cruz 46+' Julio César Cáceres 54' Jorge Martín Núñez 68' |       | 30' Gonzalo Galindo | Estadio Defensores del Chaco, Asunción Toeschouwers: 5.534 Scheidsrechter: Gustavo Brand (VEN) |

|                                                                |                |       |                                        |                                                                                          |
| 3 september WK-kwalificatie № 343 «onderlinge duels» 15:00 uur | Bolivia        | 1 – 2 | Ecuador                                | Estadio Hernando Siles, La Paz Toeschouwers: 8.434 Scheidsrechter: Héctor Baldassi (ARG) |
| 3 september WK-kwalificatie № 343 «onderlinge duels» 15:00 uur | Doyle Vaca 41' |       | 8' Agustín Delgado 49' Agustín Delgado | Estadio Hernando Siles, La Paz Toeschouwers: 8.434 Scheidsrechter: Héctor Baldassi (ARG) |

|                                                      |                           |       |             |                                                                                           |
| 9 september WK-kwalificatie № 344 «onderlinge duels» | Bolivia                   | 1 – 1 | Brazilië    | Estadio Hernando Siles, La Paz Toeschouwers: 22.725 Scheidsrechter: Jorge Larrionda (URU) |
| 9 september WK-kwalificatie № 344 «onderlinge duels» | José Alfredo Castillo 49' |       | 25' Juninho | Estadio Hernando Siles, La Paz Toeschouwers: 22.725 Scheidsrechter: Jorge Larrionda (URU) |

|                                                     |                                                                                      |       |                       |                                                                                        |
| 12 oktober WK-kwalificatie № 345 «onderlinge duels» | Peru                                                                                 | 4 – 1 | Bolivia               | Estadio Jorge Basadre, Tacna Toeschouwers: 14.774 Scheidsrechter: Oscar Sequeira (ARG) |
| 12 oktober WK-kwalificatie № 345 «onderlinge duels» | Gustavo Vassallo 11' Santiago Acasiete 38' Jefferson Farfán 45' Jefferson Farfán 82' |       | 66' Limberg Gutiérrez | Estadio Jorge Basadre, Tacna Toeschouwers: 14.774 Scheidsrechter: Oscar Sequeira (ARG) |

### 2006
|                                                                  |                                                                                          |       |                |                                                                                       |
| 15 november Vriendschappelijk № 346 «onderlinge duels» 18:00 uur | Bolivia                                                                                  | 5 – 1 | El Salvador    | Estadio Hernando Siles, La Paz Toeschouwers: 30.000 Scheidsrechter: René Ortubé (BOL) |
| 15 november Vriendschappelijk № 346 «onderlinge duels» 18:00 uur | Nelson Sossa 29' Juan Carlos Arce 33' Óscar Sánchez 41' Leonel Reyes 82' Darwin Peña 90' |       | 52' Alex Erazo | Estadio Hernando Siles, La Paz Toeschouwers: 30.000 Scheidsrechter: René Ortubé (BOL) |

### 2007
|                                                     |             |                   |         |                                                                                   |
| 28 maart Vriendschappelijk № 347 «onderlinge duels» | Zuid-Afrika | 0 – 1             | Bolivia | Ellis Park, Johannesburg Toeschouwers: 5.000 Scheidsrechter: Tebogo Ramocha (BOT) |
| 28 maart Vriendschappelijk № 347 «onderlinge duels» |             | 19' Joselito Vaca |         | Ellis Park, Johannesburg Toeschouwers: 5.000 Scheidsrechter: Tebogo Ramocha (BOT) |

|                                                   |                  |       |                |                                                                                      |
| 26 mei Vriendschappelijk № 348 «onderlinge duels» | Bolivia          | 1 – 1 | Ierland        | Gillette Stadium, Foxborough Toeschouwers: 10.000 Scheidsrechter: Terry Vaughn (USA) |
| 26 mei Vriendschappelijk № 348 «onderlinge duels» | Miguel Hoyos 14' |       | 13' Shane Long | Gillette Stadium, Foxborough Toeschouwers: 10.000 Scheidsrechter: Terry Vaughn (USA) |

|                                                    |         |       |          |                                                                                                 |
| 20 juni Vriendschappelijk № 349 «onderlinge duels» | Bolivia | 0 – 0 | Paraguay | Estadio Ramón Aguilera, Santa Cruz Toeschouwers: 38.000 Scheidsrechter: Joaquín Antequera (BOL) |
| 20 juni Vriendschappelijk № 349 «onderlinge duels» |         |       |          | Estadio Ramón Aguilera, Santa Cruz Toeschouwers: 38.000 Scheidsrechter: Joaquín Antequera (BOL) |

| Copa América |
| ------------ |

|                                                                 |                                |       |                                       |                                                                                                  |
| 26 juni Copa América Groep A № 350 «onderlinge duels» 20:45 uur | Venezuela                      | 2 – 2 | Bolivia                               | Estadio Polideportivo, San Cristóbal Toeschouwers: 40.000 Scheidsrechter: Mauricio Reinoso (ECU) |
| 26 juni Copa América Groep A № 350 «onderlinge duels» 20:45 uur | Maldonado 20' Ricardo Páez 55' |       | 38' Jaime Moreno 84' Juan Carlos Arce | Estadio Polideportivo, San Cristóbal Toeschouwers: 40.000 Scheidsrechter: Mauricio Reinoso (ECU) |

|                                                                 |         |                     |         |                                                                                                  |
| 30 juni Copa América Groep A № 351 «onderlinge duels» 16:05 uur | Bolivia | 0 – 1               | Uruguay | Estadio Polideportivo, San Cristóbal Toeschouwers: 23.000 Scheidsrechter: Baldomero Toledo (USA) |
| 30 juni Copa América Groep A № 351 «onderlinge duels» 16:05 uur |         | 58' Vicente Sánchez |         | Estadio Polideportivo, San Cristóbal Toeschouwers: 23.000 Scheidsrechter: Baldomero Toledo (USA) |

|                                                                |                                         |       |                                      |                                                                                         |
| 3 juli Copa América Groep A № 352 «onderlinge duels» 18:35 uur | Peru                                    | 2 – 2 | Bolivia                              | Estadio Metropolitano, Mérida Toeschouwers: 42.000 Scheidsrechter: Carlos Chandía (CHI) |
| 3 juli Copa América Groep A № 352 «onderlinge duels» 18:35 uur | Claudio Pizarro 34' Claudio Pizarro 85' |       | 24' Jaime Moreno 45' Jhasmani Campos | Estadio Metropolitano, Mérida Toeschouwers: 42.000 Scheidsrechter: Carlos Chandía (CHI) |

|  |  |  |  |  |  |  |  |  |

|                                                        |                             |       |         |                                                                                           |
| 22 augustus Vriendschappelijk № 353 «onderlinge duels» | Ecuador                     | 1 – 0 | Bolivia | Estadio Olímpico Atahualpa, Quito Toeschouwers: 8.000 Scheidsrechter: Albert Duarte (COL) |
| 22 augustus Vriendschappelijk № 353 «onderlinge duels» | Patricio Urrutia 35' (pen.) |       |         | Estadio Olímpico Atahualpa, Quito Toeschouwers: 8.000 Scheidsrechter: Albert Duarte (COL) |

|                                                         |                                    |       |         |                                                                                        |
| 12 september Vriendschappelijk № 354 «onderlinge duels» | Peru                               | 2 – 0 | Bolivia | Estadio Monumental, Lima Toeschouwers: 15.000 Scheidsrechter: Victor Hugo Rivera (PER) |
| 12 september Vriendschappelijk № 354 «onderlinge duels» | Juan Vargas 16' Paolo Guerrero 35' |       |         | Estadio Monumental, Lima Toeschouwers: 15.000 Scheidsrechter: Victor Hugo Rivera (PER) |

|                                                     |                                                                                          |       |         |                                                                                        |
| 13 oktober WK-kwalificatie № 355 «onderlinge duels» | Uruguay                                                                                  | 5 – 0 | Bolivia | Estadio Centenario, Montevideo Toeschouwers: 25.200 Scheidsrechter: Rubén Selman (CHI) |
| 13 oktober WK-kwalificatie № 355 «onderlinge duels» | Luis Suárez 4' Diego Forlán 38' Sebastián Abreu 48' Vicente Sánchez 67' Carlos Bueno 83' |       |         | Estadio Centenario, Montevideo Toeschouwers: 25.200 Scheidsrechter: Rubén Selman (CHI) |

|                                                     |         |       |          |                                                                                            |
| 17 oktober WK-kwalificatie № 356 «onderlinge duels» | Bolivia | 0 – 0 | Colombia | Estadio Hernando Siles, La Paz Toeschouwers: 19.469 Scheidsrechter: Mauricio Reinoso (ECU) |
| 17 oktober WK-kwalificatie № 356 «onderlinge duels» |         |       |          | Estadio Hernando Siles, La Paz Toeschouwers: 19.469 Scheidsrechter: Mauricio Reinoso (ECU) |

|                                                      |                                                                   |       |         |                                                                                                   |
| 17 november WK-kwalificatie № 357 «onderlinge duels» | Argentinië                                                        | 3 – 0 | Bolivia | Estadio El Monumental, Buenos Aires Toeschouwers: 43.308 Scheidsrechter: Victor Hugo Rivera (PER) |
| 17 november WK-kwalificatie № 357 «onderlinge duels» | Sergio Agüero 40' Juan Román Riquelme 56' Juan Román Riquelme 74' |       |         | Estadio El Monumental, Buenos Aires Toeschouwers: 43.308 Scheidsrechter: Victor Hugo Rivera (PER) |

|                                                      | |       |                                                            |                                                                                                |
| 20 november WK-kwalificatie № 358 «onderlinge duels» | Venezuela | 5 – 3 | Bolivia                                                    | Estadio Pueblo Nuevo, San Cristóbal Toeschouwers: 18.632 Scheidsrechter: Salvio Fagundes (BRA) |
| 20 november WK-kwalificatie № 358 «onderlinge duels» | Daniel Arismendi 20' Daniel Arismendi 40' Alejandro Guerra 81' Giancarlo Maldonado 89' Giancarlo Maldonado 90+1' |       | 19' Marcelo Moreno 27' Juan Carlos Arce 77' Marcelo Moreno | Estadio Pueblo Nuevo, San Cristóbal Toeschouwers: 18.632 Scheidsrechter: Salvio Fagundes (BRA) |

### 2008
|                                                       |                                      |       |                    |                                                                                       |
| 6 februari Vriendschappelijk № 359 «onderlinge duels» | Bolivia                              | 2 – 1 | Peru               | Estadio Hernando Siles, La Paz Toeschouwers: 35.000 Scheidsrechter: René Ortubé (BOL) |
| 6 februari Vriendschappelijk № 359 «onderlinge duels» | Ricardo Pedriel 65' Leonel Reyes 90' |       | 70' Miguel Cevasco | Estadio Hernando Siles, La Paz Toeschouwers: 35.000 Scheidsrechter: René Ortubé (BOL) |

|                                                     |           |                            |         |                                                                                                 |
| 26 maart Vriendschappelijk № 360 «onderlinge duels» | Venezuela | 0 – 1                      | Bolivia | Estadio Anzoategui, Puerto la Cruz Toeschouwers: 19.000 Scheidsrechter: Hernando Buitrago (COL) |
| 26 maart Vriendschappelijk № 360 «onderlinge duels» |           | 80' (e.d.) Gabriel Cichero |         | Estadio Anzoategui, Puerto la Cruz Toeschouwers: 19.000 Scheidsrechter: Hernando Buitrago (COL) |

|                                                  |         |                               |       |                                                                                              |
| 15 juni WK-kwalificatie № 361 «onderlinge duels» | Bolivia | 0 – 2                         | Chili | Estadio Hernando Siles, La Paz Toeschouwers: 27.722 Scheidsrechter: Victor Hugo Rivera (PER) |
| 15 juni WK-kwalificatie № 361 «onderlinge duels» |         | 28' Gary Medel 76' Gary Medel |       | Estadio Hernando Siles, La Paz Toeschouwers: 27.722 Scheidsrechter: Victor Hugo Rivera (PER) |

|                                                  |                                                                            |       |                                        |                                                                                          |
| 18 juni WK-kwalificatie № 362 «onderlinge duels» | Bolivia                                                                    | 4 – 2 | Paraguay                               | Estadio Hernando Siles, La Paz Toeschouwers: 8.561 Scheidsrechter: Leonardo Gaciba (BRA) |
| 18 juni WK-kwalificatie № 362 «onderlinge duels» | Joaquín Botero 23' Ronald García 25' Joaquín Botero 70' Marcelo Moreno 76' |       | 66' Roque Santa Cruz 82' Nelson Valdez | Estadio Hernando Siles, La Paz Toeschouwers: 8.561 Scheidsrechter: Leonardo Gaciba (BRA) |

|                                                       |                                                                 |       |         |                                                                               |
| 6 augustus Vriendschappelijk № 363 «onderlinge duels» | Guatemala                                                       | 3 – 0 | Bolivia | RFK Memorial Stadium, Washington D.C. Toeschouwers: 15.000 Scheidsrechter: ?? |
| 6 augustus Vriendschappelijk № 363 «onderlinge duels» | Dwight Pezzarossi 51' Guillermo Ramírez 56' Mario Rodríguez 64' |       |         | RFK Memorial Stadium, Washington D.C. Toeschouwers: 15.000 Scheidsrechter: ?? |

|                                                        |                   |       |        |                                                                                                 |
| 20 augustus Vriendschappelijk № 364 «onderlinge duels» | Bolivia           | 1 – 0 | Panama | Estadio Ramón Aguilera, Santa Cruz Toeschouwers: 12.000 Scheidsrechter: Joaquín Antequera (BOL) |
| 20 augustus Vriendschappelijk № 364 «onderlinge duels» | Diego Cabrera 78' |       |        | Estadio Ramón Aguilera, Santa Cruz Toeschouwers: 12.000 Scheidsrechter: Joaquín Antequera (BOL) |

|                                                                |                                                                  |       |                    |                                                                                         |
| 6 september WK-kwalificatie № 365 «onderlinge duels» 16:10 uur | Ecuador                                                          | 3 – 1 | Bolivia            | Estadio Olímpico Atahualpa, Quito Toeschouwers: 35.000 Scheidsrechter: Pablo Pozo (CHI) |
| 6 september WK-kwalificatie № 365 «onderlinge duels» 16:10 uur | Felipe Caicedo 21' Edison Méndez 51' (pen.) Cristian Benítez 72' |       | 40' Joaquín Botero | Estadio Olímpico Atahualpa, Quito Toeschouwers: 35.000 Scheidsrechter: Pablo Pozo (CHI) |

|                                                       |          |       |         | |
| 10 september WK-kwalificatie № 366 «onderlinge duels» | Brazilië | 0 – 0 | Bolivia | Estádio João Havelange, Rio de Janeiro Toeschouwers: 31.422 Scheidsrechter: Alfredo Intriago (ECU) |
| 10 september WK-kwalificatie № 366 «onderlinge duels» |          |       |         | Estádio João Havelange, Rio de Janeiro Toeschouwers: 31.422 Scheidsrechter: Alfredo Intriago (ECU) |

|                                                     |                                                        |       |      |                                                                                             |
| 11 oktober WK-kwalificatie № 367 «onderlinge duels» | Bolivia                                                | 3 – 0 | Peru | Estadio Hernando Siles, La Paz Toeschouwers: 23.147 Scheidsrechter: Hernando Buitrago (COL) |
| 11 oktober WK-kwalificatie № 367 «onderlinge duels» | Joaquín Botero 4' Joaquín Botero 16' Ronald García 81' |       |      | Estadio Hernando Siles, La Paz Toeschouwers: 23.147 Scheidsrechter: Hernando Buitrago (COL) |

|                                                     |                                       |       |                                      |                                                                                           |
| 14 oktober WK-kwalificatie № 368 «onderlinge duels» | Bolivia                               | 2 – 2 | Uruguay                              | Estadio Hernando Siles, La Paz Toeschouwers: 21.075 Scheidsrechter: Héctor Baldassi (ARG) |
| 14 oktober WK-kwalificatie № 368 «onderlinge duels» | Marcelo Moreno 15' Marcelo Moreno 42' |       | 63' Carlos Bueno 88' Sebastián Abreu | Estadio Hernando Siles, La Paz Toeschouwers: 21.075 Scheidsrechter: Héctor Baldassi (ARG) |

### 2009
|                                                     | |       |                  | |
| 11 maart Vriendschappelijk № 369 «onderlinge duels» | Mexico | 5 – 1 | Bolivia          | Dick's Sporting Goods Park, Commerce City Toeschouwers: 35.000 Scheidsrechter: Baldomero Toledo (USA) |
| 11 maart Vriendschappelijk № 369 «onderlinge duels» | Vicente Matias Vuoso 24' Leandro Augusto 32' Vicente Matias Vuoso 58' Sergio Santana 71' (pen.) José María Cárdenas 84' |       | 68' Didi Torrico | Dick's Sporting Goods Park, Commerce City Toeschouwers: 35.000 Scheidsrechter: Baldomero Toledo (USA) |

|                                                             |                                        |       |         |                                                                                       |
| 28 maart WK-kwalificatie № 370 «onderlinge duels» 19:20 uur | Colombia                               | 2 – 0 | Bolivia | Estadio El Campín, Bogotá Toeschouwers: 22.044 Scheidsrechter: Alfredo Intriago (ECU) |
| 28 maart WK-kwalificatie № 370 «onderlinge duels» 19:20 uur | Macnelly Torres 26' Wason Rentería 88' |       |         | Estadio El Campín, Bogotá Toeschouwers: 22.044 Scheidsrechter: Alfredo Intriago (ECU) |

|                                                  | |       |                    |                                                                                          |
| 1 april WK-kwalificatie № 371 «onderlinge duels» | Bolivia | 6 – 1 | Argentinië         | Estadio Hernando Siles, La Paz Toeschouwers: 30.487 Scheidsrechter: Martín Vázquez (URU) |
| 1 april WK-kwalificatie № 371 «onderlinge duels» | Marcelo Moreno 12' Joaquín Botero 34' (pen.) Álex da Rosa 45' Joaquín Botero 55' Joaquín Botero 66' Didi Torrico 87' |       | 25' Lucho González | Estadio Hernando Siles, La Paz Toeschouwers: 30.487 Scheidsrechter: Martín Vázquez (URU) |

|                                                 |         |                          |           |                                                                                       |
| 6 juni WK-kwalificatie № 372 «onderlinge duels» | Bolivia | 0 – 1                    | Venezuela | Estadio Hernando Siles, La Paz Toeschouwers: 23.427 Scheidsrechter: Carlos Vera (ECU) |
| 6 juni WK-kwalificatie № 372 «onderlinge duels» |         | 33' (e.d.) Ronald Rivero |           | Estadio Hernando Siles, La Paz Toeschouwers: 23.427 Scheidsrechter: Carlos Vera (ECU) |

|                                                  |                                                                             |       |         |                                                                                       |
| 10 juni WK-kwalificatie № 373 «onderlinge duels» | Chili                                                                       | 4 – 0 | Bolivia | Estadio Nacional, Santiago Toeschouwers: 60.214 Scheidsrechter: Roberto Silvera (URU) |
| 10 juni WK-kwalificatie № 373 «onderlinge duels» | Jean Beausejour 44' Marco Estrada 74' Alexis Sánchez 78' Alexis Sánchez 89' |       |         | Estadio Nacional, Santiago Toeschouwers: 60.214 Scheidsrechter: Roberto Silvera (URU) |

|                                                      |                               |       |         |                                                                                                   |
| 5 september WK-kwalificatie № 374 «onderlinge duels» | Paraguay                      | 1 – 0 | Bolivia | Estadio Defensores del Chaco, Asunción Toeschouwers: 25.094 Scheidsrechter: Víctor Carrillo (PER) |
| 5 september WK-kwalificatie № 374 «onderlinge duels» | Salvador Cabañas 45+1' (pen.) |       |         | Estadio Defensores del Chaco, Asunción Toeschouwers: 25.094 Scheidsrechter: Víctor Carrillo (PER) |

|                                                                |                       |       |                                                                 |                                                                                           |
| 9 september WK-kwalificatie № 375 «onderlinge duels» 15:00 uur | Bolivia               | 1 – 3 | Ecuador                                                         | Estadio Hernando Siles, La Paz Toeschouwers: 10.200 Scheidsrechter: Héctor Baldassi (ARG) |
| 9 september WK-kwalificatie № 375 «onderlinge duels» 15:00 uur | Gerardo Yecerotte 85' |       | 4' Edison Méndez 46' Luis Antonio Valencia 56' Cristian Benítez | Estadio Hernando Siles, La Paz Toeschouwers: 10.200 Scheidsrechter: Héctor Baldassi (ARG) |

|                                                     |                                       |       |            |                                                                                      |
| 10 oktober WK-kwalificatie № 376 «onderlinge duels» | Bolivia                               | 2 – 1 | Brazilië   | Estadio Hernando Siles, La Paz Toeschouwers: 16.557 Scheidsrechter: Pablo Pozo (CHI) |
| 10 oktober WK-kwalificatie № 376 «onderlinge duels» | Edgar Olivares 10' Marcelo Moreno 32' |       | 70' Nilmar | Estadio Hernando Siles, La Paz Toeschouwers: 16.557 Scheidsrechter: Pablo Pozo (CHI) |

|                                                     |                |       |         |                                                                                        |
| 14 oktober WK-kwalificatie № 377 «onderlinge duels» | Peru           | 1 – 0 | Bolivia | Estadio Alejandro Villanueva, Lima Toeschouwers: 4.373 Scheidsrechter: Juan Soto (VEN) |
| 14 oktober WK-kwalificatie № 377 «onderlinge duels» | Johan Fano 54' |       |         | Estadio Alejandro Villanueva, Lima Toeschouwers: 4.373 Scheidsrechter: Juan Soto (VEN) |

FBF · A-internationals · Selecties · Bondscoaches · Statistieken · Boliviaans vrouwenelftal · Olympisch elftal · Bolivia U21 · Bolivia U20 · Bolivia U19 · Bolivia U18 · Bolivia U17
1926–1949 · 
1950–1959 · 
1960–1969 · 
1970–1979 · 
1980–1989 · 
1990–1999 · 
2000–2009 · 
2010–2019 ·
2020−2029
CC 1999
WK 1930 · 
WK 1950 · 
WK 1994
1926 · 
1927 · 
1927 · 1928 · 1929 · 
1930 · 
1931 · 1932 · 1933 · 1934 · 1935 · 1936 · 1937 · 
1938 · 
1939 · 1940 · 1941 · 1942 · 1943 · 1944 · 
1945 · 
1946 · 
1947 · 
1948 · 
1949 · 
1950 · 
1951 · 1952 · 
1953 · 
1954 · 1955 · 1956 · 
1957 · 
1958 · 
1959 · 
1960 · 
1961 · 
1962 · 
1963 · 
1964 · 
1965 · 
1966 · 
1967 · 
1968 · 
1969 · 
1970 · 
1971 · 
1972 · 
1973 · 
1974 · 
1975 · 
1976 · 
1977 · 
1978 · 
1979 · 
1980 · 
1981 · 
1982 · 
1983 · 
1984 · 
1985 · 
1986 · 
1987 · 
1988 · 
1989 · 
1990 · 
1991 · 
1992 · 
1993 · 
1994 · 
1995 · 
1996 · 
1997 · 
1998 · 
1999 · 
2000 · 
2001 · 
2002 · 
2003 · 
2004 · 
2005 · 
2006 · 
2007 · 
2008 · 
2009 · 
2010 ·
2011 · 
2012 · 
2013 · 
2014 · 
2015 · 
2016 ·
2017 ·
2018 ·
2019 ·
2020 ·
2021 ·
2022 ·
2023 ·
2024
Algerije ·
Andorra ·
Argentinië ·
Brazilië ·
Bulgarije · 
Chili ·
Colombia ·
Costa Rica ·
Cuba ·
Curaçao ·
DDR ·
Duitsland ·
Ecuador ·
Egypte ·
El Salvador ·
Finland ·
Frankrijk ·
Griekenland ·
Guatemala ·
Guyana ·
Haïti ·
Honduras ·
Hongarije ·
Ierland ·
IJsland ·
Irak ·
Iran ·
Jamaica ·
Japan ·
Joegoslavië ·
Kameroen ·
Letland ·
Mexico ·
Myanmar ·
Nicaragua ·
Noord-Korea ·
Oezbekistan ·
Panama ·
Paraguay ·
Peru ·
Polen ·
Portugal ·
Roemenië ·
Rusland ·
Saoedi-Arabië ·
Senegal ·
Servië ·
Slowakije ·
Spanje ·
Trinidad en Tobago ·
Tsjecho-Slowakije ·
Uruguay ·
Venezuela ·
Verenigde Arabische Emiraten ·
Verenigde Staten ·
Zuid-Afrika ·
Zuid-Korea ·
Zwitserland
AFC-zone: Afghanistan · Australië · Bahrein · Bangladesh · Bhutan · Brunei · Cambodja · China · Filipijnen · Guam · Hongkong · India · Indonesië · Iran · Irak · Japan · Jemen · Jordanië · Koeweit · Kirgizië · Laos · Libanon · Macau · Maleisië · Maldiven · Mongolië · Myanmar · Nepal · Noord-Korea · Oezbekistan · Oman · Oost-Timor · Pakistan · Palestina · Qatar · Saoedi-Arabië · Singapore · Sri Lanka · Syrië · Tadzjikistan · Taiwan · Thailand · Turkmenistan · Verenigde Arabische Emiraten · Vietnam · Zuid-Korea

CAF-zone: Algerije · Angola · Benin · Botswana · Burkina Faso · Burundi · Centraal-Afrikaanse Republiek · Comoren · Congo-Brazzaville · Congo-Kinshasa · Djibouti · Egypte · Equatoriaal-Guinea · Eritrea · Ethiopië · Gabon · Gambia · Ghana · Guinee · Guinee-Bissau · Ivoorkust · Kaapverdië · Kameroen · Kenia · Lesotho · Liberia · Libië · Madagaskar · Malawi · Mali  ·Mauritanië · Mauritius · Marokko · Mozambique · Namibië · Niger · Nigeria · Oeganda · Rwanda · Sao Tomé en Principe · Senegal · Seychellen · Sierra Leone · Soedan · Somalië · Swaziland · Tanzania · Togo · Tsjaad · Tunesië · Zambia · Zimbabwe · Zuid-Afrika

CONCACAF-zone: Amerikaanse Maagdeneilanden · Anguilla · Antigua en Barbuda · Aruba · Bahama's · Barbados · Belize · Bermuda · Britse Maagdeneilanden · Canada · Kaaimaneilanden · Costa Rica · Cuba · Dominica · Dominicaanse Republiek · El Salvador · Frans Guyana · Grenada · Guadeloupe · Guatemala · Guyana · Haïti · Honduras · Jamaica · Martinique · Mexico · Montserrat · 
Nicaragua · Panama · Puerto Rico · Saint Kitts en Nevis · Saint Lucia · Saint Vincent en de Grenadines · Sint Maarten · Suriname · Trinidad en Tobago · Turks- en Caicoseilanden · Verenigde Staten

CONMEBOL-zone: Argentinië · Bolivia · Brazilië · Chili · Colombia · Ecuador · Paraguay · Peru · Uruguay · Venezuela

OFC-zone: Amerikaans-Samoa · Cookeilanden · Fiji · Nieuw-Caledonië · Nieuw-Zeeland · Papoea-Nieuw-Guinea · Samoa · Salomoneilanden · Tahiti · Tonga · Vanuatu

UEFA-zone: Albanië · Andorra · Armenië · Azerbeidzjan · België · Bosnië en Herzegovina · Bulgarije · Cyprus · Denemarken · Duitsland · Engeland · Estland · Faeröer · Finland · Frankrijk · Georgië · Griekenland · Hongarije · IJsland · Ierland · Israël · Italië · Kazachstan · Kroatië · Letland · Liechtenstein · Litouwen · Luxemburg · Macedonië · Malta · Moldavië · Montenegro · Nederland · Noord-Ierland · Noorwegen · Oekraïne · Oostenrijk · Polen · Portugal · Roemenië · Rusland · San Marino · Schotland · Servië · Servië en Montenegro · Slovenië · Slowakije · Spanje · Tsjechië · Turkije · Wales · Wit-Rusland · Zweden · Zwitserland